# Efisio Vincenzo Melis
Efisio Vincenzo Melis (Guamaggiore, 1889 – Cagliari, 1921) è stato un drammaturgo italiano.
Docente di matematica, nella sua breve vita insegnò in Veneto e in Sardegna. Si è dedicato al teatro, come attore e principalmente come autore di tre commedie in sardo-campidanese (trexentese), ancora note e rappresentate nell'isola. 
La più nota delle sue tre opere è Ziu Paddori, comunemente detta "Sa cummedia de Paddori", in tre atti, rappresentata a Cagliari nel 1919, protagonisti l'autore stesso e Rachele Piras Medas, capostipite della famiglia d'arte dei Fratelli Medas, che hanno rappresentato fino a oggi come parte importante del loro repertorio anche le altre due commedie del Melis: Su Bandidori 1920, e L’onorevole a Campodaliga, non finita per la morte dell'autore nel 1921. 
Nelle sue opere si mette in scena in particolare il contrasto (anche linguistico) tra città e campagna e tra isola e continente, con ironia e comicità che hanno fatto del personaggio di Ziu Paddori, come scrive Giulio Angioni, '"una sorta di maschera popolare del pastore sardo" alle prese con l'irrompere della modernità, e poi del coinvolgimento dei contadini e dei pastori sardi nella tragedia della guerra del '15-'18 (Su Bandidori).